# Страчателла (мороженое)
Страчателла (итальянское произношение: [strattʃaˈtɛlla]) — разновидность мороженого на молочной основе, неравномерно наполненной мелкой стружкой шоколада. Первоначально десерт был создан в Бергамо, на севере Италии, в «Ristorante La Marianna» в 1961 году, и был вдохновлен супом страчателла из яйца на бульоне, — популярным блюдом в окрестностях Рима. Это один из самых известных итальянских видов джелато.

## Описание
Создатели производят эффект, добавляя растопленный шоколад в мороженое из простого молока к завершению процесса взбивания; шоколад застывает, немедленно вступая в контакт с холодным мороженым, и затем ломается и включается в мороженое с помощью шпателя. Этот процесс создает кусочки шоколада, которые и дают имя stracciatella (Straciatella по-итальянски означает «маленький клочок»). В то время как мороженое straciatella традиционно включает в себя молочное мороженое и молочный шоколад, современные вариации также могут быть сделаны с ванильным и темным шоколадом.

## Происхождение
Энрико Панаттони, владелец La Marianna, гелатерии в Бергамо на севере Италии, изобрел блюдо в 1961 году. По словам Панаттони, идея пришла к нему после того, как он устал от размешивания яиц в бульоне, чтобы удовлетворить клиентов его ресторана, которые постоянно просили суп страчателла.